# 草履介殼蟲
草履介殼蟲（学名：Drosicha contrahens）为碩介殼蟲科草履介殼蟲屬下的一个种。